# Destinos Cruzados
Destinos Cruzados é uma telenovela portuguesa produzida pela Plural Entertainment e exibida pela TVI de 27 de janeiro de 2013 a 1 de fevereiro de 2014, em 264 capítulos. Substituindo, meses depois, Remédio Santo e foi substituída por O Beijo do Escorpião nas noites do canal. Foi escrita por António Barreira, com a colaboração de Elisabete Moreira, Lígia Dias e Sara Simões, com a realização de António Borges Correia, Nuno Franco e Sacha Celeste e direção geral de António Borges Correia. Conta com Alexandra Lencastre, Virgílio Castelo e Nuno Homem de Sá como protagonistas.
A ação de Destinos Cruzados passa-se nos municípios de Oeiras e Lisboa.
Destinos Cruzados tem a particularidade de ter uma personagem (Maria Helena) que foi interpretada por duas atrizes: primeiro Eunice Muñoz e depois Lourdes Norberto. Eunice Muñoz teve de abandonar a telenovela por motivos de um tratamento médico. O autor de Destinos Cruzados, António Barreira, decidiu não retirar Maria Helena da trama para não comprometer a coerência da mesma, sendo que Maria Helena é uma personagem-chave de Destinos Cruzados, que encerra muitos dos mistérios da novela.
A telenovela ganhou especial notoriedade devido à personagem cómica Guida (intepretada por Maria João Bastos), uma ex-vedeta da música pimba, cujo nome artístico é "Liliane Marise". Na história, Guida tenta recuperar o protagonismo de outrora. À conta deste papel, Maria João Bastos gravou um álbum interpretando a personagem, Liliane Marise - que chegou ao 1º posto do top português de álbuns -, e deu dois concertos, também intrepretando Liliane Marise: um na MEO Arena e outro no Multiusos de Guimarães, em outubro e novembro de 2013, respetivamente.
Destinos Cruzados foi reposta no canal TVI Ficção entre 31 de agosto de 2015 e 3 de março de 2016, substituindo Ninguém como Tu. Voltou à antena da TVI, ao início da tarde, no dia 30 de março de 2020, substituindo Belmonte. Em 8 de fevereiro de 2021, com o início da reposição de A Única Mulher nas tardes do canal, passou a ser emitida entre essa novela e o talk-show Goucha. O último episódio desta reposição foi emitido a 19 de fevereiro de 2021.

## Sinopse
Destinos Cruzados retrata o luxo e lixo da sociedade portuguesa.
Sílvia Candeias Moreira (Alexandra Lencastre) é uma mulher carinhosa, simpática, trabalhadora que desde sempre aguentou as traições do seu marido, Humberto Moreira (Nuno Homem de Sá), que ainda se envolve constantemente com marginais. Sílvia sempre se sujeitou a trabalhos mais duros, sendo que muitos deles não eram para a sua estatura. Tem duas filhas, Sónia Candeias Moreira (Jessica Athayde), muito ambiciosa e que só pensa em enriquecer e deixar a sua casa humilde, e Fernanda Candeias Moreira (Rita Pereira), uma rapariga trabalhadora, honesta e preocupada com o dinheiro e o estado do seu negócio, uma oficina de sucata, que está prestes a ir à falência. Já o pai de Sílvia, Inácio Candeias (Ruy de Carvalho), é um idoso que não se encontra bem lúcido desde que perdeu um tal presente para a sua amada e sofre de cataratas, correndo o risco de ficar cego.
Laura Veiga de Andrade (Alexandra Lencastre) é uma mulher convencida, arrogante, ignorante e bastante maliciosa que só pensa em dinheiro e vingança. É casada com Jaime Veiga de Andrade (Virgílio Castelo), um milionário conhecido como o magnata da lingerie, visto que criou uma marca e espalhou lojas pelo país. Têm uma filha, Beatriz Veiga de Andrade (Catarina Gouveia), que está noiva do amante da mãe, Eduardo Ferraz (Pedro Lima), que, tal como Laura, só pensa em roubar a fortuna de Jaime e fugir para um paraíso.
A vida destas mulheres irá mudar numa explosão de uma bomba de gasolina, onde as duas sósias se encontravam, e apenas uma pessoa sabe a verdade, Maria Helena Roquete (Eunice Muñoz/Lourdes Norberto). Sílvia irá viver para o luxo e pagar por todas as maldades que Laura fez durante anos, porém com o seu amor e carinho sentimental, irá conquistar a amizade e confiança de Lourenço Belmonte Veiga de Andrade (Rodrigo Menezes), enteado de Laura, o amor e encanto de Jaime e uma reaproximação a Beatriz. No entanto, terá uma rival, Isadora Belmonte (Sofia Alves), cunhada de Jaime e irmã da sua defunta mulher, que desde que o conheceu foi apaixonada por ele.

## Elenco
- Alexandra Lencastre - Sílvia Candeias Moreira (Protagonista) e Laura Veiga de Andrade (Antagonista)
- Virgílio Castelo - Jaime Veiga de Andrade (Protagonista)
- Nuno Homem de Sá - Humberto Moreira (Antagonista)
- Rita Pereira - Fernanda (Nanda) Candeias Moreira (Protagonista)
- Rodrigo Menezes (†) - Lourenço Belmonte Veiga de Andrade (Protagonista)
- Mariana Monteiro - Bárbara (Bá) Falcão Coentrinhos (Antagonista)
- Pedro Teixeira - Moisés Cabreira da Consolação (Co-Protagonista)
- Maria João Bastos - Margarida (Guida) Cabreira das Caldas / Liliane Marise
- Marina Mota - Emília Cabreira
- Adriano Luz - Raimundo Coentrinhos
- Rita Loureiro - Etelvina (Teté) Falcão Coentrinhos
- António Pedro Cerdeira - Luciano Mendes
- Pedro Lima (†) - Eduardo Ferraz/Roquete Candeias (Co-Antagonista)
- Catarina Gouveia - Beatriz Veiga de Andrade
- Jessica Athayde - Sónia Candeias Moreira
- Isaac Alfaiate - Rufino Cabreira da Consolação
- Carlos Areia - Valdomiro (Vavá) Lacerda de Sant'ana e Ramiro Lacerda de Sant'ana
- Carlos Malvarez - Ricardo Falcão Coentrinhos
- Inês Curado - Érica Cabreira Mendes
- Andreia Teles - Victória (Vicky) Mendes
- Alda Gomes - Vera Sampaio
- José Mata - Tobias Junqueira
- José Carlos Pereira - Afonso Coentrinhos Trancoso
- Ricardo Abril - Telmo Miranda

### Atores Convidados
- Eunice Muñoz (†) - Maria Helena Roquete
- Ruy de Carvalho - Inácio Candeias
- Lourdes Norberto - Maria Helena Roquete (em substituição de Eunice Muñoz)
- Sofia Alves no papel de Isadora Belmonte (Antagonista)

### Elenco Infantil
- Constança Leonardo - Luana Patrícia Cabreira das Caldas/Miranda
- Martim Barbeiro - João Pedro Soromenho
- Miguel Jesus - Bernardo Falcão Coentrinhos

## Elenco Adicional
- Ana Mafalda - Jornalista
- Ana Malhoa - (Ela própria)
- Adérito Lopes - Oficial de Justiça
- Afonso Araújo - Guga
- Afonso Vilela - Amigo de Vicky Mendes
- Alexandre Ferreira - Repórter
- António Aldeia - Presidente da Associação de Comerciantes
- Beatriz Monteiro - Madalena
- Carla Salgueiro - Daniela Nobre
- Carlos Nóbrega - Ricardo
- Carlos Sebastião - Juiz
- Catarina Cardoso
- Claudisabel - (Ela própria)
- Cristina Cavalinhos - Médica obstetra
- Diana Marquês Guerra
- Duarte Victor - Médico
- Elisabete Piecho - Alzira
- Elsa Galvão - Rosa Maria (Rose Mary) Viegas
- Estrela Novais - Juíza
- Eva Barros - Jornalista
- Fernando Lupach - José Malaquias
- Filipa Maia - Rute
- Filipe Delgado - (Ele próprio)
- Frederico Amaral - Henrique
- Gonçalo Lello - Advogado de Laura Veiga de Andrade
- Helena Afonso - Lucinda Soromenho/Lontra Marinha
- Henrique Marques - Inácio Candeias (jovem)
- Henrique Martins
- Inês Aleluia - Inês
- Isabel Simões - Noémia
- Ivo Lucas - Francisco (Kiko)
- Joana Alvarenga - Maria Alice
- João Baptista - Raptor
- João Cabral - Médico psiquiatra
- João de Carvalho - Gonçalo Saldanha
- Leandro - (Ele próprio)
- Lídia Muñoz - Maria Helena Roquete (jovem)
- Liliana Aguiar - Modelo
- Lourenço Henriques - Procurador-Geral
- Luciano Gomes
- Luís Mascarenhas - Inspetor Machado
- Luís Romão - Cliente
- Manuel Moreira - Tiraninhos
- Maria Ana Filipe - Juliana
- Maria Simões - Rosalinda
- Maria Zamora (†)
- Marques D'Arede - Edmundo
- Marta Gil - Enfermeira
- Mónica Sintra - (Ela Própria)
- Olívia Ortiz - Vanessa Cristina
- Orlando Costa - Pai adotivo de Eduardo Ferraz
- Patricia Resende
- Paulo Matos - Gaspar Rebelo da Cunha
- Pedro Ferreira - Assaltante
- Pedro Giestas - Xavier
- Pedro Leitão - Guarda prisional
- Pedro Rodil - Modelo
- Pedro Martinho - Credor
- Peter Michael - Agente
- Raimundo Cosme - Repórter
- Raquel Jacob
- Ricardo e Henrique - (Eles próprios)
- Rita Stock - Leonor
- Ronaldo Bonacchi - Justino Maneta
- Rui Drummond - (Ele próprio)
- Rui Paulo
- Ruth Marlene - (Ela própria)
- Rute Miranda - Prisioneira
- Sandra Celas - Teresa Belmonte Veiga de Andrade
- Sérgio Grilo (†) - Peixoto
- Sérgio Silva - Pai de Tobias Junqueira
- Sónia Cláudia - Prisioneira
- Susana Dixo - Celeste
- Teresa Faria - Graciete
- Teresa Sousa
- Tiago Alves - Convidado VIP
- Tiago Teotónio Pereira - Luís
- Viriato Quintela - Servente
- Vítor Ennes - Jornalista
- Vítor Machado

## Banda Sonora
- Rui Veloso - "Lado Lunar" (tema do genérico)
- Ana Malhoa - "Sinto-me Sexy"
- Ana Malhoa - "Devora-me Com Beijos"
- Ana Malhoa - "Sube La Temperatura"
- SirAiva - "Sun Delight"
- João da Ilha - "Oh Meu Velho" (tema de Inácio)
- Mocho - "Mocho" (tema de Isadora)
- Maria Teresa - "Faltam-me As Palavras" (tema de Eduardo e Beatriz)
- fun. - "Carry On" (tema de Fernanda)
- Enoque Silva - "És Tu" (tema de Laura)
- Soulplay com Dennis Grace - "Quero-te Amar" (tema de Ricardo e Érica)
- João Bota com Zim - "Faz Por Isso" (tema de Bárbara e Lourenço)
- Mário Mata - "Já Conheço Esse Olhar" (tema de Inácio e Maria Helena)
- L.NO.G - "Break You Down" (tema de Sónia)
- Anjos - "Quero-te Encontrar"
- Mastiksoul com Lance Kotara - "Bird On A Wire"
- Mastiksoul com David Anthony & Taylor Jones - "Hurricane"
- Mastiksoul com David Anthony & Rita Guerra - "Hurricane (acústico)"
- Filipe Delgado - "Vidas Trocadas" (tema de Jaime e Laura/Sílvia)
- Orlanda Guilande - "Love Me"
- Mad Superstar - "Sou Louco Por Ti"
- Mónica Ferraz - "Have A Seat" (tema de Jaime e Sílvia)
- Rui Drumond - "Eco das Contradições"
- Skills & The Bunny Crew - "A Minha Vida Num Poema"
- Sara Chaves - "Senso Comum" (tema de Sílvia)
- Brito Ventura - "Até Sempre" (tema de Victória)
- Gonçalo Bilé - "Eu Sei Que Tu Sabes" (tema de Érica e Rufino)
- Eléctricos - "Se Não Aprendes A Dançar Este Ié Ié" (tema de Teté)
- Eléctricos - "A Boite Do Estoril"
- Maria João Bastos (como Liliane Marise) - "Pancadinhas de Amor" (tema de Guida)
- Secret Lie - "I Can Be Free" (tema de Érica)
- Balla - "Uma Sede" (tema de Eduardo)
- Mickael Carreira - "Porque Ainda Te Amo" (tema de Fernanda e Lourenço)
- Sir Giant - "Não Fazes Nada" (tema de Bárbara)
- Maria João Bastos (como Liliane Marise) – "Eu Quero Uma Mala Chique"
- Maria João Bastos (como Liliane Marise) – "Sentir Sentimentos" (tema de Guida e Moisés)
- Maria João Bastos (como Liliane Marise) – "Não És Homem P'ra Mim"
- Maria João Bastos (como Liliane Marise) – "Mulher Furacão"
- Paulo Brissos - "Sentimentos Por Ti" (tema de Isadora e Jaime)

## Audiências
Na estreia, dia 27 de janeiro de 2013, Destinos Cruzados marcou 17,6% de rating e 31,3% de share, com 1 milhão e 661 mil espectadores, não liderando o horário. Ao fim de 264 episódios exibidos, o episódio final de Destinos Cruzados registou 14,0% de rating e 33,6% de share, liderando o horário.
| Média | Média     | Episódios exibidos | Rating | Share |
| ----- | --------- | ------------------ | ------ | ----- |
| 2013  | Janeiro   | 5                  | 13,5%  | 25,9% |
| 2013  | Fevereiro | 23                 | 13,7%  | 28,9% |
| 2013  | Março     | 26                 | 14,4%  | 30,1% |
| 2013  | Abril     | 25                 | 14,7%  | 30,0% |
| 2013  | Maio      | 27                 | 12,5%  | 29,0% |
| 2013  | Junho     | 21                 | 11,9%  | 28,4% |
| 2013  | Julho     | 23                 | 11,7%  | 28,8% |
| 2013  | Agosto    | 23                 | 11,3%  | 26,9% |
| 2013  | Setembro  | 23                 | 11,4%  | 25,3% |
| 2013  | Outubro   | 18                 | 11,8%  | 26,4% |
| 2013  | Novembro  | 17                 | 10,3%  | 26,5% |
| 2013  | Dezembro  | 14                 | 9,5%   | 27,1% |
| 2014  | Janeiro   | 18                 | 9,3%   | 28,7% |
| 2014  | Fevereiro | 1                  | 14,0%  | 33,6% |
| Total | Total     | 264                | 12,1%  | 28,1% |